# Bryant Dunston
Bryant Kevin Dunston Jr. (nacido el 28 de mayo de 1986 en Queens, Nueva York,) es un jugador de baloncesto estadounidense que pertenece a la plantilla del Olimpia Milano de la Lega Basket Serie A italiana. Mide 2,03 metros de altura y juega en la posición de pívot.

## Inicios
Dunston asistió a la Universidad de Fordham, donde empezó a jugar al baloncesto. Terminó su carrera universitaria siendo nombrado en el Mejor Equipo de la Metropolitana y Mejor Equipo defensivo de la Universidad. En su carrera universitaria, Dunston apareció en 120 partidos, siendo titular en 2. Terminó su carrera universitaria con 1.832 puntos, 993 rebotes y 294 tapones.

## Carrera profesional
Dunston firmó en verano de 2008 con Mobis Phoebus de la Korean L1, siendo su primera andadura profesional, donde permaneció hasta 2010 con unos promedios de 18.9 puntos y 9.4 rebotes por partido.
Dunston firmó en 2010 con el Aris Salónica BC de la A1 Ethniki donde jugó hasta febrero de 2011 promediando 14.3 puntos y 6.2 rebotes, con una actuación de 23 puntos y 11 rebotes contra Panionios BC.
En febrero de 2011 decide probar suerte firmando un contrato de 7 meses con el Bnei HaSharon de la Ligat ha'Al, termina la temporada con unos promedios de 13.8 puntos y 6.4 rebotes, captando el interés de equipos como Maccabi Tel Aviv BC o Montepaschi Siena.
En verano de 2011 decide seguir en Israel firmando con el Hapoel Holon, en su primer partido contra el Maccabi Haifa BC hace una actuación espectacular con 27 puntos y 6 rebotes. Termina la temporada promediando 14.9 puntos y 8.8 rebotes.
Tras una gran temporada en Israel, en el verano de 2012, Dunston firmó un contrato no garantizado con Brooklyn Nets de la NBA, tras una semana entrenando decidieron cortarlo, por lo que probó fortuna en la LEGA firmando con el Pallacanestro Varese, en su primera temporada llega a la final de la Coppa dónde su equipo pierde contra Montepaschi Siena y a las semifinales de la LEGA, dónde también pierde contra Montepaschi Siena. Dunston acaba la temporada con promedios de 16.8 puntos y 9.4 rebotes.
En verano de 2013, Dunston vuelve a la A1 Ethniki firmando un contrato de 3 años con el Olympiacos BC.
El 17 de julio de 2024 firmó un contrato de un año con Žalgiris Kaunas de la Liga de Baloncesto de Lituania (LKL) y la Euroliga. El 11 de julio de 2025 dejó el club lituano.
El 25 de julio de 2025 firma por el Olimpia Milano de la Lega Basket Serie A italiana.

## Selección nacional
En 2015 fue convocado para jugar con la selección de baloncesto de Eslovenia, pero finalmente no representó a ese país a nivel internacional.
Al año siguiente disputó el Campeonato Europeo de Baloncesto de los Países Pequeños como miembro de la selección de baloncesto de Armenia.